# Myrtelle Canavan
Myrtelle May Canavan (ur. jako Myrtelle May Moore 24 czerwca 1879 w Greenbush Township, zm. 26 sierpnia 1953 w Bostonie) – amerykańska lekarka, neuropatolożka. W 1931 przedstawiła pierwszy opis choroby, znanej dziś jako choroba Canavan.
Studiowała na Michigan Agricultural College (obecnie Michigan State University), University of Michigan Medical School i Women's Medical College of Pennsylvania, gdzie w 1905 otrzymała tytuł M.D.
W 1905 wyszła za mąż za dr. Jamesa Francisa Canavana.
W 1907 została asystentem bakteriologii w Danvers State Hospital, Massachusetts, gdzie pracował również Elmer Ernest Southard. Ten zachęcił ją do zajęcia się neuropatologią. W 1910 została rezydentką patologii w Boston State Hospital, od 1914 pracowała jako patolog w Massachusetts Department of Mental Diseases. Prowadziła też ćwiczenia z neuropatologii na University of Vermont.
Po śmierci Southarda w 1920 Canavan pełniła obowiązki dyrektora laboratoriów Boston Psychopathic Hospital, późniejszym Massachusetts Mental Health Center. Od 1920 do przejścia na emeryturę w 1945 była zatrudniona jako associate professor neuropatologii na Boston University i jako kustosz Warren Anatomical Museum w Harvard Medical School, wzbogacając jego kolekcję o około 1500 preparatów i usprawniając przechowywanie zbiorów. W swojej karierze opublikowała 79 artykułów. Chorowała na chorobę Parkinsona. Zmarła w 1953 roku.

## Wybrane prace
- Schilder’s encephalitis periaxialis diffusa. Report of a case in a child aged sixteen and one-half months. „Archives of Neurology & Psychiatry”. 25, s. 299–308, 1931.
- Myrtelle M. Canavan, Stanley Cobb, Cecil K. Drinker. Chronic Manganese Poisoning. Report of a Case, with Autopsy. „Archives of Neurology & Psychiatry”. 32 (3), s. 501, 1934.
- A Histological Study of the Optic Nerves in A Random Series of Insane Hospital Cases. „Journal of Nervous and Mental Disease”. 43 (3), s. 217-230, 1916.